# Classe Combattante
La Classe Combattante est une classe de patrouilleurs et de corvettes rapides lance-missiles, aussi désignés comme navire d'attaque rapide, construits par les Constructions mécaniques de Normandie.

## Mission
Leur mission est la patrouille dans les eaux territoriales et internationales, dans les zones exclusives d'intérêt économique, l'interception des forces ennemies et l'inspection par des unités rapides embarquées. La classe est nommée ainsi en référence à La Combattante, un patrouilleur français expérimental lancé en 1964 qui a permis leur mise au point.

## Gamme
- Combattante BR42 ;
  -  Koweït classe Um Al Maradim (8)
- Combattante BR58 ;
- Combattante CL64 ;
- Combattante BR70 ;
  -  Émirats arabes unis classe Baynunah (6)
- BR 71 MKII
  -  Angola (3)[1]
- Combattante CL78.

## Galerie

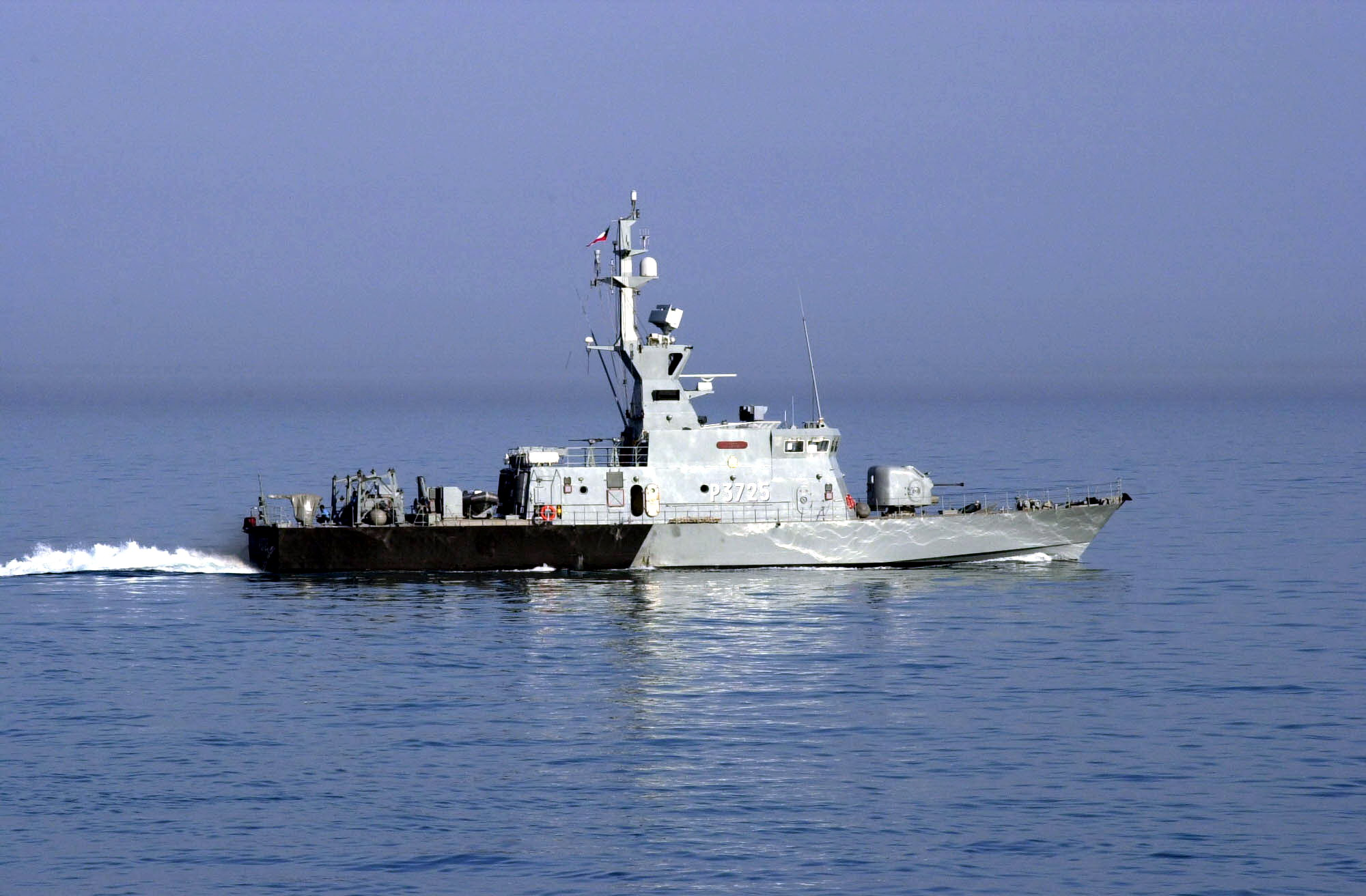
Le patrouilleur Al-Garoh du Kuwait de type Combattante BR42
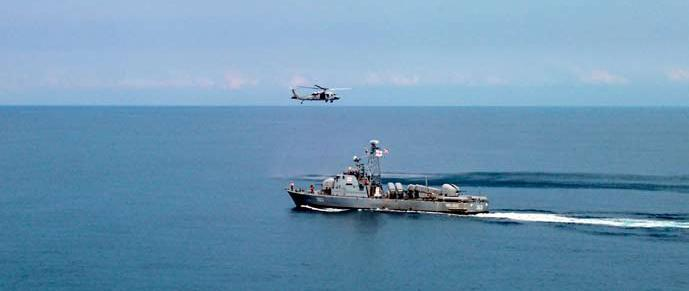
Classe Combattante II de la marine géorgienne